# NHK赤塚ラジオ放送所
NHK赤塚ラジオ放送所（エヌエイチケイあかつかラジオほうそうじょ）は、新潟市西区にあるNHK新潟放送局の中波放送送信所である。

## 概要
- 当送信所は、新潟市西区中権寺に置かれ、下越地方や佐渡地方の広範囲に電波を発射している。
- NHK新潟ラジオ放送は、開始当初、当時の新潟市域の高台である旭町通（現同市中央区）にあった初代局舎の敷地内にあった送信アンテナから放送されていたが、より高出力の放送を行うため、旧赤塚村の一部だった現在地（JRの最寄り駅は越後赤塚駅ではなく、内野駅であった）に新送信所が建設され、現在に至る。

## 送信施設概要
| 放送局名         | コールサイン | 周波数  | 空中線電力 | 放送対象地域 | 放送区域内世帯数 | 運用開始日                |
| NHK新潟ラジオ第1 | JOQK         | 837kHz  | 10kW       | 新潟県       | 約-世帯          | 1950年（昭和25年）3月25日 |
| NHK新潟ラジオ第2 | JOQB         | 1593kHz | 10kW       | 全国         | 約-世帯          | 1950年（昭和25年）3月25日 |

- 送信機は東芝製の真空管式で、有人の送信所であった（当該送信機は、過去、現NHK新潟放送局に展示されていた）が、のちに全半導体式に置き換えられ、送信所も小型化無人化され、現在は敷地も狭くなっている。
- 送信アンテナはラジオ波2波に対して、円管柱式一本で済ませている。これは、第1放送と第2放送の周波数がほぼ1:2の比率であることによる。
- NHKラジオ第2放送は、基本的に地域性が無い=全国向けであり、新潟県は近県（秋田など）に大出力のラジオ第2放送所があるので、新潟局は聴取困難地域のための補完放送所の位置づけである。そのため、出力は県域内対象のラジオ第1と同じである。しかし、コールサインのアナウンスは新潟局からのものであり、他局の中継ではない。
- 赤塚送信所からの中波放送は、新潟県が東西に長く広いことから、上越地方などにはあまり届かないので、新潟局は県内に多数の中波放送中継用送信所を持っている。また、夜間になると、朝鮮半島からの中波放送との混信が酷く、そのため、夜間だけ新潟局のFM放送でラジオ第1放送の内容を放送していた時期もあった。